# Charles Netter
Pour les articles homonymes, voir Netter.
Charles-Yaacov Netter (14 septembre 1826 - 2 octobre 1882) (קרל יעקב נטר) est un mécène et un homme d'affaires français.

## Biographie
Charles Netter naît à Strasbourg en 1826. En 1860, Netter est l'un de six cofondateurs de l'Alliance israélite universelle, une société notamment créée pour venir en aide aux personnes juives victimes de persécutions antisémites (tels que les pogroms) ainsi qu'à œuvrer pour l'égalité des droits des personnes de confession juive, où qu'elles habitent. À cette époque, de nombreux pays - dont des pays européens comme la Suisse, la Russie ou la Bulgarie - ont en effet des textes de lois qui n'octroient pas les mêmes droits aux personnes de confession juive. 
Contrairement à d'autres associations, l'alliance israélite universelle n'est pas impliquée dans le projet sioniste avant la création de l’État d'Israël. Charles Netter émigre cependant en Palestine, où, en 1870, il fonde l'école d'agriculture Mikvé-Israël. En butte à des ennuis de santé, il repart cependant en Europe. 
À la suite des terribles pogroms de Russie de 1881, Charles Netter s'engage personnellement dans le soutien des réfugiés fuyant les persécutions : il coordonne l'aide humanitaire et à l'automne 1881, organise l'émigration aux États-Unis de plus de 1 500 personnes réfugiées à Brody (Ukraine). 
Il est l'oncle du professeur de médecine Arnold Netter.

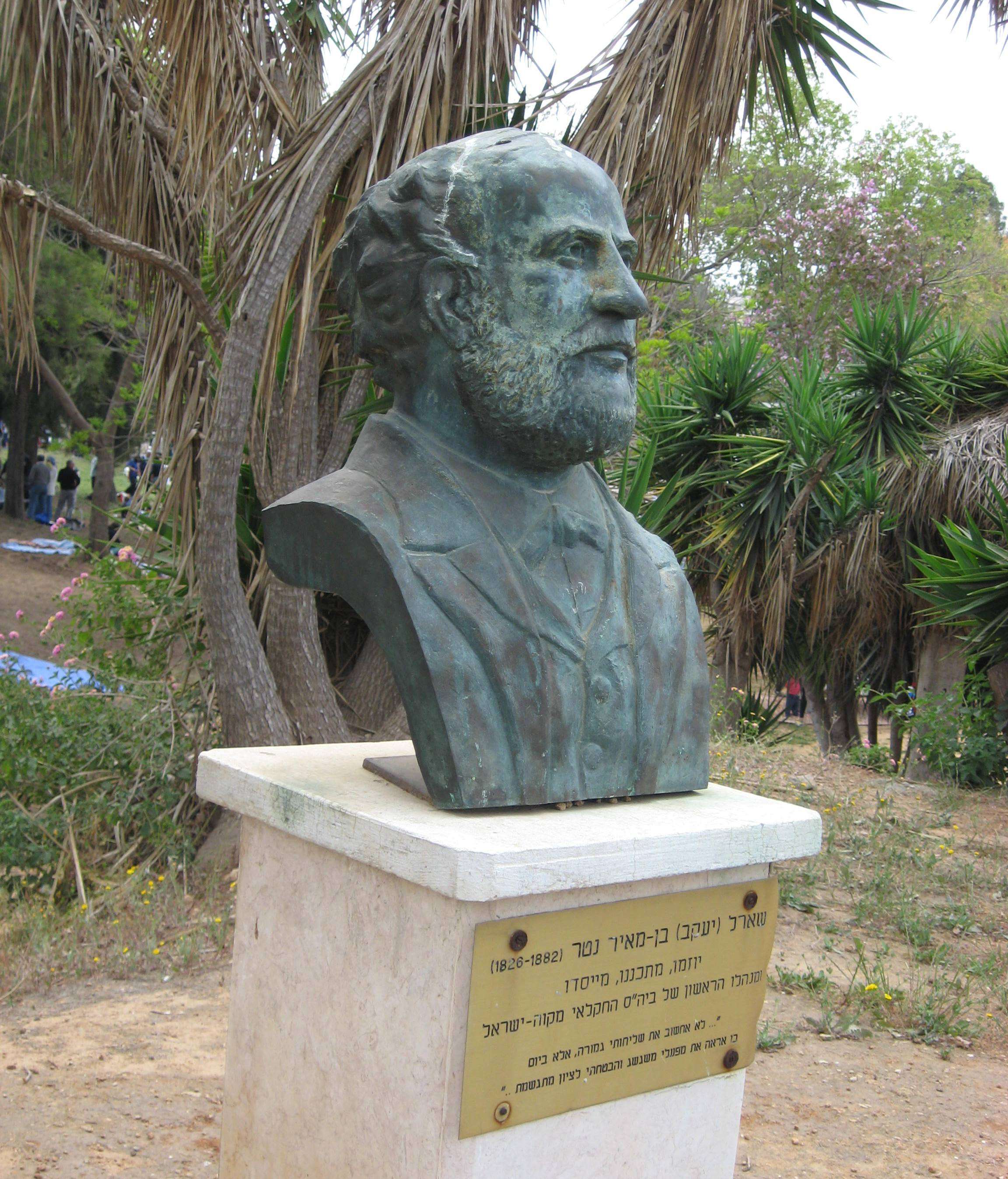
Buste de Netter.

Il meurt de malaria à Jaffa en 1882, lors d'une visite à l'école d'agriculture Mikvé-Israël. Le nom du moshav Kfar-Netter dans la région du Sharon lui rend hommage.

## Sources
- Dr Oren Avigaïl, Voyage sur les pas de Herzl en Terre d'Israël, Éd. de la Histadrut.
- Efraïm et Ménahem Talmi, Lexique sioniste, Tel-Aviv, Éd. Maariv, 1982.